# 维耶维尔
维耶维尔（法語：Viéville，法語發音：[vjevil]）是法国上马恩省的一个市镇，属于肖蒙区。

## 地理
维耶维尔（48°14'20"N, 5°8'3"E）面积11.18 平方千米，位于法国大東部大區上马恩省，该省份为法国东北部内陆省份，北起马恩省和默兹省，西接奥布省，西南接科多尔省，东南接上索恩省，东临孚日省。
与维耶维尔接壤的市镇（或旧市镇、城区）包括：昂德洛-布朗什维尔、博洛涅、马恩河畔松库尔、武埃库尔、弗兰库尔。

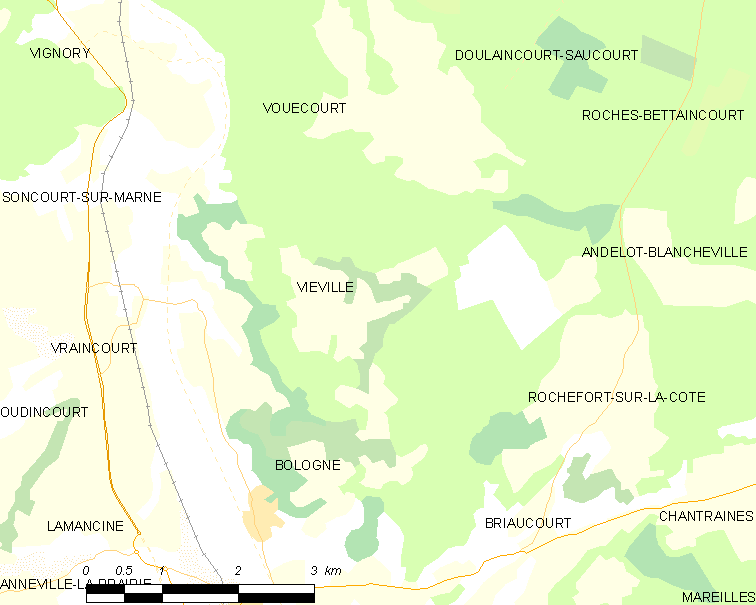
维耶维尔的OSM定位图

维耶维尔的时区为UTC+01:00、UTC+02:00（夏令时）。

## 行政
维耶维尔的邮政编码为52310，INSEE市镇编码为52522。

## 政治
维耶维尔所属的省级选区为博洛涅县。

## 人口

1962-2008年间维耶维尔人口变化图示

维耶维尔于2022年1月1日时的人口数量为336人。